# Suite per una donna assolutamente relativa
| Recensione              | Giudizio |
| ----------------------- | -------- |
| Dizionario del Pop-Rock |          |
| 24.000 dischi           |          |

Suite per una donna assolutamente relativa è il secondo album in studio del gruppo musicale italiano Dik Dik, pubblicato dall'etichetta discografica Ricordi nel 1972.

## Storia
L'album è prodotto da Maurizio Vandelli. I testi dei brani sono tutti composti da Herbert Pagani.
Le 10 tracce, esclusa la breve Suite relativa, hanno una durata insolita per la band: oltre 4 minuti.

## Tracce
Lato A (S-6095/1)
Testi di Herbert Pagani, musiche di Mario Totaro.
1. Donna paesaggio (basso, batteria, chitarra acustica, pianoforte, organo a canne, chitarra elettrica, moog) – 4:01
2. Il viso (basso, batteria, pianoforte, vibrafono, clavicembalo, cembalo basco, mellotron, moog) – 4:03
3. Il cuore / Intermezzo (basso, batteria, flauto, chitarra acustica, mellotron, moog / voci, moog) – 5:08
4. La cattedrale dell'amore (basso, batteria, pianoforte, organo hammond, timpani sinfonici, cassa sinfonica, piatti sinfonici, gong, mellotron, moog) – 4:42
5. Le gambe (piano elettrico, basso, batteria, clavinet, moog) – 4:50

Lato B (S-6095/2)
Testi di Herbert Pagani, musiche di Mario Totaro.
1. Suite relativa (basso, batteria, organo hammond, chitarra acustica, mellotron, chitarra elettrica, piano, moog) – 1:40
2. Monti e valli (basso, batteria, organo hammond, mellotron, chitarre elettriche, moog) – 4:12
3. I sogni (basso, batteria, piano, moog, mellotron, vibrafono, clavicembalo, piano elettrico, percussioni, organo a canne) – 4:55
4. La notte (piano, moog) – 4:10
5. Sintesi (basso, batteria, pianoforte, mellotron, moog, timpani sinfonici, piatti sinfonici, cassa sinfonica, gong) – 4:42

## Musicisti
- Pietruccio Montalbetti – voce, chitarra
- Erminio Salvaderi – voce, chitarra
- Mario Totaro – tastiere
- Giancarlo Sbriziolo – voce, basso
- Sergio Panno – batteria[4]

Note aggiuntive
- Maurizio Vandelli – realizzazione
- Natale Massara, Gelsomino (Dino Gelsomino) e Carlo Martenet – collaborazione musicale
- "Cabra" – aiuto di studio
- Caesar Monti – fotografie copertina album
- "Mirella" – in copertina [5]